# Tiempo de vals
Tiempo de vals es el título del quinto álbum de estudio grabado por el cantante puertorriqueño-estadounidense Chayanne. Fue lanzado al mercado bajo el sello discográfico CBS Discos el 7 de agosto de 1990  El álbum cuenta con 9 canciones reeditadas, el que logró consolidar el vals en Hispanoamérica como también en España y Estados Unidos. Se trata del álbum que tiene menos canciones de sus 15 álbumes como solista.
El título de la canción del mismo nombre del álbum fue escrita y compuesta por José María Cano, exintegrante de la banda española Mecano para el grupo Mocedades en la década de los 80, luego fue reeditada e interpretada en 1986 por la cantante dominicana Ángela Carrasco, aunque no tuvieron tanto éxito como lo tuvo en la voz del intérprete puertorriqueño. «Simon sez» es la primera canción de Chayanne en inglés. El álbum ha vendido más de 5 millones de copias, siendo uno de sus discos con mayor éxito. Forma parte de la lista de  los 100 discos que debes tener antes del fin del mundo publicada en 2012 por Sony Music.[cita requerida]
El sencillo «Tiempo de vals» forma parte de muchas fiestas de 15 años y también de matrimonios en América Latina.[cita requerida]

## Lista de canciones
| Tiempo de vals |                                         |                                                                         |          |  |
| N.º            | Título                                  | Escritor(es)                                                            | Duración |  |
| 1.             | «Completamente enamorados»              | Eros Ramazzotti · Piero Cassano Adapt: al español: Luis Gómez-Escolar   | 4:20     |  |
| 2.             | «Daría cualquier cosa»                  | Julio Seijas · Luis Gómez-Escolar                                       | 3:23     |  |
| 3.             | «Simon sez»                             | Kiki García · Héctor Almaguer                                           | 4:33     |  |
| 4.             | «Soleil, soleil»                        | Fernando Arbex Adapt: al español: Roberto Livi                          | 3:20     |  |
| 5.             | «Tiempo de vals»                        | José María Cano                                                         | 4:11     |  |
| 6.             | «Dónde vas» («Riso e Dor»)              | Claudio Rabello · Torcuato Adapt: al español: Roberto Livi              | 5:25     |  |
| 7.             | «La fuerza de amar» («A Força do Amor») | Cleberson Horsth · Ronaldo Bastos Adapt: al español: Luis Gómez-Escolar | 4:51     |  |
| 8.             | «Sueño perdido» («Luz da Manhã»)        | Michael Sullivan · Paulo Massadas Adapt: al español: Roberto Livi       | 3:43     |  |
| 9.             | «No pensar en ti»                       | Carlos Berlanga · Nacho Canut                                           | 5:13     |  |
| 38:41          |                                         |                                                                         |          |  |